# アーサー・ウルフ (初代キルウォーデン子爵)

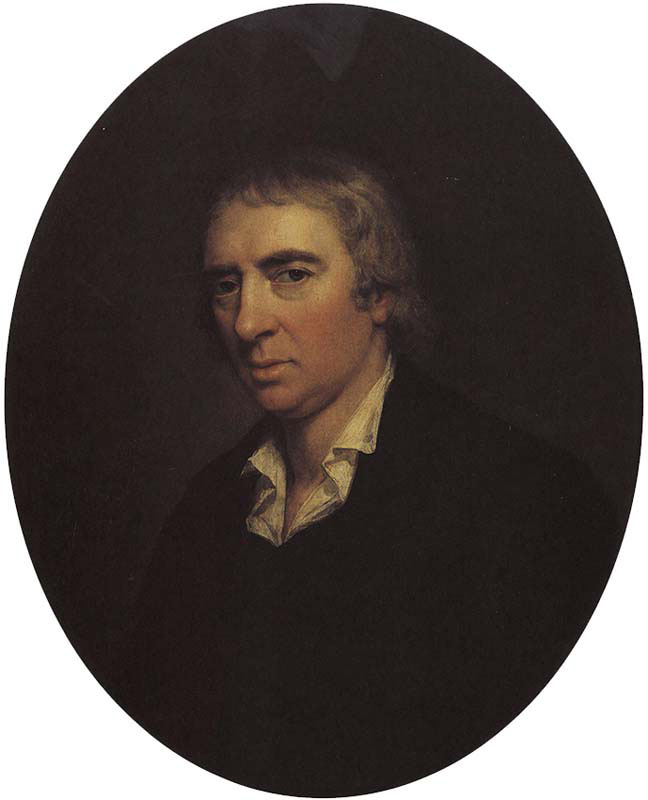
ヒュー・ダグラス・ハミルトンによる肖像画、1797年から1800年ごろ。

初代キルウォーデン子爵アーサー・ウルフ（英語: Arthur Wolfe, 1st Viscount Kilwarden PC (Ire) KC FSA、1739年1月19日 – 1803年7月23日）は、アイルランド王国出身の弁護士、政治家、貴族。アイルランド法務次官、アイルランド法務長官、アイルランド首席裁判官を務め、1798年アイルランド反乱に際して反乱の首謀者への厳罰を主張した。1803年アイルランド反乱で殺害された。

## 生涯

### 弁護士として
ジョン・ウルフ（John Wolfe、1700年 – 1760年）と妻メアリー（1804年没、ウィリアム・フィルポットの娘）の八男として、1739年1月19日に生まれた。1755年7月5日にダブリン大学トリニティ・カレッジに入学、1759年にスカラに選出され、1760年にB.A.の学位を修得した。1761年にダブリン市の自由市民（Freeman）になり、同年10月にミドル・テンプルに入学、1766年にダブリンで弁護士資格免許を取得した。弁護士業で成功し、1778年4月3日にアイルランドにおける勅選弁護士に選出された。
1772年に破産監督委員（commissioner of bankruptcy）に、1787年にハイバーニアン・ソサエティ（Hibernian Society）理事に任命され、1798年にキングズ・インズの評議員に選出された。
1785年に王立アイルランドアカデミー会員に、1800年2月27日、ロンドン考古協会フェローに選出された。
1802年から1803年までダブリン大学副総長を務めた。

### 政治家として
1783年から1790年までコルレーン選挙区の、1790年から1797年までジェームズタウン選挙区の、1797年から1798年までダブリン市選挙区の代表としてアイルランド庶民院議員を務めた。初当選のときは第2代ティロン伯爵ジョージ・ベレスフォードの後援を受けており、議会では1783年から1784年にかけて選挙法改正に反対、1795年にカトリック解放に反対した。
1787年にアイルランド法務次官ヒュー・カールトンがアイルランド民訴裁判所主席裁判官に任命されると、ウルフは同年5月10日にアイルランド法務次官に任命された。
1789年にアイルランド法務長官ジョン・フィッツギボンがアイルランド大法官に任命されると、ウルフは同年8月12日にアイルランド法務長官およびアイルランド枢密院の枢密顧問官に任命された。ウルフは法務長官として庶民院で政府の政策を擁護したが、同時代の批評では精彩に欠くと評された。このほか、ウィリアム・オーなど政治犯の起訴にも関わった。
ウルフの法務次官、法務長官としての功績により、ウルフの妻アンが1795年9月30日にアイルランド貴族であるキルデア県におけるキルティールのキルウォーデン女男爵に叙された。これは直近にアイルランド総督に就任した第4代フィッツウィリアム伯爵ウィリアム・ウェントワース＝フィッツウィリアムがウルフの辞任を求め、ウルフが交渉で引き出した褒賞だったが、フィッツウィリアムは短期間で召還され、ウルフが辞任することはなかった。
1798年にアイルランド首席裁判官の初代クロンメル伯爵ジョン・スコットが死去すると、ウルフは1798年7月2日にアイルランド首席裁判官に任命され、翌日にアイルランド貴族であるニューランズのキルウォーデン男爵に叙された。1798年アイルランド反乱の最中の出来事であり、キルウォーデンは反乱者への対処について枢密院の会議でカールトンとともに厳罰を主張し、反乱の首謀者が罪を認めた場合国外追放に軽減する提案に反対した。一方で同年11月に反乱の首謀者ウルフ・トーンに人身保護令状を出しているが、ウルフ・トーンは人身保護令状の報せが届く前に自殺した。
アイルランド王国とグレートブリテン王国の合同を定める1800年合同法を支持し、その功績により1800年12月29日にアイルランド貴族であるキルウォーデン子爵に叙された。内務大臣の第3代ポートランド公爵ウィリアム・キャヴェンディッシュ＝ベンティンクはこの叙爵を批判し、キルウォーデンを貪欲と評した。

### 殺害
1803年7月23日、ロバート・エメット率いる1803年アイルランド反乱が勃発した。その夜、娘マリアンと又甥リチャード・ストラウベンジー（Richard Straubenzie Wolfe、1779年 – 1803年）とともに馬車に乗って、ダブリン西部のクロンドルキンにある自宅からダブリン城に向かう途中、ダブリンのトマス・ストリートで反乱軍に馬車を止められ、キルウォーデンと甥が棍棒で叩かれて殺害された。『オックスフォード英国人名事典』はキルウォーデンがダブリン城に向かう目的について情報が錯綜し、避難のためか公式に呼び出されたためかが不明だとした。『英国人名事典』によれば、キルウォーデンは死の間際、自身を殺害した人物に即刻報復すべきとの主張を聞き、「殺人者は罰されるべきだ。しかし私の死により苦しむべきではなく、わが国の法律によるべきだ」と述べて自救行為を否定した。同時代の裁判官ジョナ・バリントンは反乱軍が殺害しようとしたのはカールトンであり、キルウォーデンは人違いで殺されたと主張したが、『オックスフォード英国人名事典』は根拠が不明であるとした。
死後、キルデア県オーターラードに埋葬された。息子ジョンが爵位を継承した。その後、キルウォーデンを殺害した反乱者は裁判にかけられ処刑された。

## 家族
1769年1月5日、アン・ラクストン（Anne Ruxton、1804年7月30日没、ウィリアム・ラクストンの娘）と結婚、2男2女をもうけた（『オックスフォード英国人名事典』では3男2女とした）。
- ジョン（1769年11月11日 – 1830年5月22日） - 第2代キルウォーデン子爵[3]
- アーサー（1805年6月29日没） - 陸軍大佐、生涯未婚[5]
- マリアナ（1814年没） - ハードウィック・シュート（Hardwick Shute）と結婚[5]
- エリザベス（1778年8月31日 – 1806年5月24日[5]）